# Lobelia blantyrensis
Lobelia blantyrensis är en klockväxtart som beskrevs av Franz Elfried Wimmer. Lobelia blantyrensis ingår i släktet lobelior, och familjen klockväxter. Inga underarter finns listade i Catalogue of Life.